# Megachile kruegeri
Megachile kruegeri là một loài Hymenoptera trong họ Megachilidae. Loài này được Friese mô tả khoa học năm 1923.